# The Albion Band
La Albion Band (in precedenza Albion Country Band e Albion Dance Band) era un gruppo musicale folk rock inglese.

## Storia del gruppo

### The Albion Country Band
Il gruppo nacque con il nome di The Albion Country Band nell'aprile del 1971 come gruppo di supporto durante le registrazioni dell'album No Roses di Shirley Collins, moglie di Ashley Hutchings membro fondatore dei Fairport Convention e Steeleye Span, eminenti gruppi del folk rock inglese. La formazione iniziale include i chitarristi Simon Nicol e Richard Thompson dei Fairport Convention, il cantante-fisarmonicista John Kirkpatrick e più tardi Royston Wood. In questi anni si alternano molti musicisti, fra gli altri, Steve Nicol, Dave Mattacks (ex Fairport Convention), Martin Carthy (Steeleye Span). Nel 1973 il gruppo registra l'unico album Battle of the Field che sarà pubblicato solo nel 1976. Tra il 1974 ed il 1976 Hutchings si dedica con la moglie al progetto Etchingham Steam Band.

### The Albion Dance Band
Nel 1977 Hutchings riforma il gruppo stavolta chiamandolo The Albion Dance Band, con il quale la musica tradizionale da ballo rielaborata in chiave folk rock. Ne fanno parte Simon Nicol, Graeme Taylor dei Gryphon ed altri componenti. Il gruppo pubblica The Prospect Before Us.

### The Albion Band
Nel 1978 il gruppo diventa The Albion Band, e vede la presenza di Ric Sanders (poi nei Fairport Convention) al violino e pubblica Rise Up Like the Sun.
Il gruppo negli anni successivi ha avuto numerosi cambi di formazione, ha visto tra l'altro la presenza di Brian Protheroe (alla voce e tastiere) Clive Bunker (ex Jethro Tull), ruotando intorno alla figura del bassista-fondatore Hutchings, che si è dimostrato successivamente anche abile talent scout: tra le sue scoperte il violinista Joe Broughton e la cantante Kellie While.

## Discografia
- 1973 - Battle of the Field
- 1977 - The Prospect Before Us
- 1978 - Rise Up Like the Sun
- 1978 - The BBC Sessions
- 1980 - Lark Rise to Candleford
- 1982 - Light Shining
- 1983 - Shuffle Off
- 1984 - Under the Rose
- 1987 - Stella Maris
- 1987 - Live at the Cambridge Folk Festival
- 1989 - Give Me A Saddle I'll Trade You a Car
- 1990 - The Best of 1989/90
- 1993 - In Concert
- 1993 - Acousticity
- 1994 - Captured
- 1995 - Albion Heart
- 1996 - Demi Paradise
- 1997 - The Acoustic Years 1993 - 1997
- 1998 - Happy Accident
- 1999 - Before Us Stands Yesterday
- 2000 - Christmas Album
- 2000 - The HDT Years
- 2002 - An Evening With
- 2003 - An Albion Christmas
- 2004 - Heritage
- 2004 - Acousticity On Tour
- 2007 - Dancing at the Royal
- 2009 - Natural Ad Wild
- 2010 - Another Christmas Presente From The Albion band
- 2011 - Fighting Room
- 2012 - The Vice Of The People
- 2012 - Orion's Belt
- 2012 - Y' Acre Of Land